# شکارچی (فیلم ۱۹۷۹)
شکارچی 
(به تلوگویی: Vetagaadu) فیلمی محصول سال ۱۹۷۹ و به کارگردانی کی. راگاوندرا رائو است. در این فیلم بازیگرانی همچون ن. ت. راما رائو، سری دوی ایفای نقش کرده‌اند.